# اسماعیل ایهویی
اسماعیل ایهویی (انگلیسی: Ismael Ehui؛ زادهٔ ۱۰ دسامبر ۱۹۸۶) بازیکن فوتبال اهل فرانسه است.
از باشگاه‌هایی که در آن بازی کرده‌است می‌توان به باشگاه فوتبال هیز و یدینگ یونایتد، باشگاه فوتبال فولام، باشگاه فوتبال نورتوود، باشگاه فوتبال اسکانتورپ یونایتد، باشگاه فوتبال هارو بورو، و باشگاه فوتبال کارشالتون اتلتیک اشاره کرد.